# Поручитель (телесеріал)
Поручитель (англ. The Bondsman) — американський екшен-серіал жахів, створений Грейнджером Девідом для Amazon Prime Video. Прем'єра серіалу відбулася 3 квітня 2025 року.

## Сюжет
Мисливець за головами з глушини, який повертається з мертвих із несподіваним другим шансом на життя, коханням і майже забутою музичною кар'єрою — лише для того, щоб виявити, що його стара робота тепер має демонічний новий поворот.

## Акторський склад
- Кевін Бейкон в ролі Хаба Хеллорана
- Дженніфер Неттлз[en] у ролі Маріанни Дайс
- Бет Ґрант в ролі Кітті Хеллоран
- Деймон Герріман — Лакі Каллахан
- Максвелл Дженкінс — Кейд Хеллоран
- Джолін Перді[en] в ролі Мідж Кусацу
- Кетрін Барнс в ролі Шеріл Доусон
- Майк Кей — Томмі «Тейтер» Дін
- Денітра Айлер[d] — шериф Рубі
- Джей Алі[de] в ролі Алі «Космо» Кхана

## Епізоди
| № серії | Назва серії   | Режисер(и)        | Сценарист(и)                  | Оригінальна дата показу |
| --- | ------------- | ----------------- | ----------------------------- | ----------------------- |
| 1 | «Pot O' Gold» | Санаа Хамрі       | Грейнджер Девід               | 3 квітня 2025           |
| Вистежуючи місцевого мисливця, Хаб потрапляє в засідку і його вбиває Грегорі Стівенс у придорожньому мотелі. Прокинувшись наступного дня сидячи або лежачи в громадських місцях, Хаб виходить з пригоди живим, але з ранами, отриманими минулої ночі. Він захоплює підпалювача, «Тейтера», який там, щоб знищити докази та допомогти Ерлу зібрати страхові гроші. Повертаючись додому, його рани загоюються, і він залучає свою матір Кітті, віддану відвідувачку церкви та колишню мисливицю за головами, щоб допомогти йому розшукати Ерла; вона розповідає, що Клайд був звільнений під заставу, внесену «Щасливчиком» Каллаханом, власником місцевого бару та колишнім бостонським мафіозі, який зараз зустрічається з дружиною Хаба, з якою Хаб віддалився. Тепер знаючи, що засідка була вбивством на замовлення, Хаб кидає виклик «Щасливчику», але його переривають Маріанна та їхній син Кейд. Натомість Хаб слідує за Ерлами до місцевої хатини, щоб зібрати докази, коли на них нападає пастора Рон з місцевої церкви, одержимий демоном. Одержимий пастор Рон вбиває Ерлів, але Хаб тікає. Удома він знаходить Кітті на зустрічі з Мідж, його новим менеджером із корпорації «Pot O'Gold», підставної компанії Сатани на Землі, який пояснює, що тепер він мисливець за головами для диявола. |               |                   |                               |                         |
| 2 | «Valacor»     | Санаа Хамрі       | Ерік Олесон                   | 3 квітня 2025           |
| Флешбек показує смерть пастора Рона та демона (Валакора), який заволодів його тілом, перш ніж шукати Хаба в хатині Ерлзів. Повернувшись додому, Хаб і Кітті слухають пояснення Мідж про останні події: тепер Хаб — мисливець на демонів, який шукає втікачів із пекла — рідкісне, але небезпечне явище, яке ризикує знову розпалити війну з небом. Він отримує відстрочку від пекла за умови, що він погодиться на кожне завдання і виконає безпомилково, оскільки відмова чи невдача відновить його смерть і покарання. Демони, які втекли, зазвичай вбивають, а потім оволодівають тілом мертвого господаря, щоб уникнути ризику екзорцизму, але Мідж каже йому, що куля в голову знищить демона та тіло господаря. Хаб неохоче погоджується та довіряється Кітті, що має намір знайти лазівку, поки в нього є час, і Кітті пропонує йому також спробувати загладити все, що привело його до пекла, починаючи з примирення з родиною. Лакі та Хаб починають проводити розслідування один одного, а Хаб кілька разів звертається до Маріанни та Кейда, щоб завоювати їх. Пізніше Хаб і Кітті відстежують одержимого Пастора через електричну мережу, оскільки його присутність викликає стрибки напруги поблизу. Вони знаходять пастора Рона/Валакора, але не раніше, ніж він убив місцевого електрика під час ритуального жертвопринесення; працюючи разом, Хаб і Кітті встигають розтрощити голову пастора важкою технікою, але його тіло відразу стає спалахує і підпалює всю будівлю. Поки вони заледве втікають, вони не бачать, що Татер таємно фотографував їхню роботу. |               |                   |                               |                         |
| 3 | «Marphos»     | Тор Фройденталь   | Ерік Олесон і Грейнджер Девід | 3 квітня 2025           |
| Місцева зірка соціальних мереж, Дейрдре Донован, потонула й стала одержима демоном, який маніпулює водою (Марфос). Хаб пропонує взяти Кейда до школи і дозволити йому потренуватися у водінні, що спочатку справляє на Кейда враження; однак Хаб пізніше признається, що це була хитрість, щоб вивідати інформацію про минуле Лакі через турботу про їхнє благополуччя. Кейд, який уже знає про минуле Лакі, ображений цим приводом, але Хаб отримує дзвінок з приводу його наступної справи, і вони разом продовжують пошуки одержимої Дейрдри, хоча Хаб замовчує демонічні подробиці. Він відстежує Дейрдру/Марфоса до закритого громадського басейну, але не раніше, ніж одержимий підліток ритуально вбила місцевого відвідувача. Вони борються, і Хаб отримує перевагу, вбиваючи демона в басейні та підпалюючи об’єкт, коли тіло спалахує. Місцевий шериф Рубі прибуває, щоб провести розслідування, і Хаб неохоче використовує Кейда як приманку, щоб відволікти її, щоб він міг втекти. Кейд арештований, і Хаб, Меріанна та Кітті прибувають, щоб визволити його, що призводить до великої сварки між Меріанн і Хабом щодо Лакі та майбутньої поїздки до Нашвілла. У флешбеку через місяць Хаб копає могилу біля свого офісу та ховає Шеріл Доусон, зниклу місцеву жительку. |               |                   |                               |                         |
| 4 | «Erdos»       | Тор Фройденталь   | Ерік Олесон і Грейнджер Девід | 3 квітня 2025           |
| Заступник шерифа Бріггс вимагає у місцевого власника фургона з їжею безкоштовні страви та гроші, перш ніж стане одержимим земним демоном Ердосом. Повернувшись до офісу, Хаб згадує свою коротку музичну кар'єру з Меріанною, поки Кітті готує пакет кристалічного метамфетаміну та дробовик, щоб підкинути їх як доказ проти Лакі. Повідомлений про нещодавню одержимість, Хаб переслідує Бріггса, поки Кітті йде до клубу Лакі, щоб підкинути докази; однак її мало не спіймала Меріанна, яка ігнорує свої підозри через свою прихильність до Кітті. У відповідь Кітті вказує Меріанн назад на Хаба, щоб обговорити їхні нещодавні труднощі. Меріанна використовує свій телефон, щоб знайти Хаба в місцевому магазині будівельних матеріалів, не усвідомлюючи, що він там, щоб протистояти демону. Обоє втягнуті в бійку з Бріггсом/Ердосом, який ритуально вбив одного з продавців магазину. Їм вдається разом убити Бріггса/Ердоса, через що його тіло спалахує і підпалює магазин. Повернувшись до офісу, Хаб пояснює свою нову «роботу» та зізнається, що Лакі не просто намагався його вбити — йому це вдалося. Лакі заарештовують на основі підкинутих Кітті доказів, а Хаб відправляє Меріанну та Кейда до Нешвілла для їхнього захисту від демонів. Шериф Рубі ставить Хабу кілька запитань про зникнення Бріггса, натякаючи йому на свої підозри. |               |                   |                               |                         |
| 5 | «Slypharis»   | Лорен Волкштейн   | Ерік Олесон і Сатіндер Каур   | 3 квітня 2025           |
| Новоспечена пара вступає в бійку з рибалкою на місцевому озері, причому два демони Сліфаріс оволоділи чоловіками, коли ті помирають. Лакі звільняється з в'язниці та повертається до клубу, заявляючи про свою невинність та відновлюючи свою вендету проти Хаба. В офісі Хаб знаходить Кітті сплячою після дослідження демонології; осяяний ідеєю, він починає складати карту нещодавніх появ демонів та жертвоприношень, виявляючи, що вони утворюють форму сатанинської пентаграми. У флешбеках Мідж намагається оплатити лікування раку свого сина Бенджі та продає свій бізнес, майно та заощадження. Під час пошуків в інтернеті вона натрапляє на рекламу "Pot O'Gold", яка містичним чином відповідає її потребам, а наступного дня з'являються два представники (Космо та Саншайн) з контрактом на продаж її душі в обмін на одужання Бенджі. На відміну від Хаба, її завдання — переконати інших продати свої душі в рамках пірамідальної схеми. Оскільки вона ще жива, вона не може безпосередньо бачити демонів, так як Хаб, але може бачити надприродне, відображене у дзеркалі. У теперішньому часі Хаб знаходить Мідж та представляє їй своє дослідження, яке вона відкидє. Хаб відстежує демонів Сліфаріс та заручницю на місцевому мосту, але йому не вдається їх убити чи врятувати її, перш ніж його транспортний засіб вдаряє машина. |               |                   |                               |                         |
| 6 | «Revelations» | Лорен Волкштейн   | Ерік Олесон                   | 3 квітня 2025           |
| Стурбована за Хаба, Кітті відстежує його машину до місця аварії, але виявляє, що той зник; на мосту вона виявляє, що заручника вже ритуально вбили демони, а місце злочину заповнене поліцейськими слідчими. Хаб прокидається в камері попереднього ув'язнення у своєму офісі, виявляючи, що Лакі врізався в його машину та захопив його. За допомогою тортур Лакі хоче, щоб Хаб зізнався у своїх провинах перед камерою заради Меріанни. Хаб відмовляється, і Лакі починає розбивати йому пальці молотком. У флешбеках ми дізнаємося, що поки Лакі намагався змінити своє життя, Хаб погрожував йому та намагався змусити його розлучитися з Меріанною, але безуспішно. Хаб дуже напився і спробував убити Лакі в клубі після закриття, але замість цього помилково вистрілив у Шеріл Доусон. Охоплений почуттям провини, Хаб приховав докази та поховав тіло Шеріл; хоча Лакі й підозрював, він ніколи не зміг довести причетність Хаба, але, вважаючи його небезпечним, замовив перший замах на його життя. У Нешвіллі Меріанна та Кейд отримують дзвінок від шерифа Рубі; хоча й звучала люб'язною, Рубі зібрала значні докази про діяльність Хаба та обманом змушує Меріанну збрехати для нього, тим самим підтверджуючи її причетність. Демони Сліфаріси прибувають до офісу Хаба та нападають на Лакі, якому ледве вдається втекти. Хаб ламає інші пальці, щоб вирватися з кайданків, і йому вдається вбити демонів зброєю зі свого арсеналу та бензопилою. Кітті прибуває та лікує його рани, поки Меріанна та Кейд повертаються з Нешвілла та хвилюються з приводу шерифа. Хаб розповідає їм усе, і родина вирішує працювати разом над тим, що буде далі. |               |                   |                               |                         |
| 7 | «Pyralis»     | Катріона Маккензі | Ерік Олесон і Грейнджер Девід | 3 квітня 2025           |
| На дитячому майданчику з каруселі зникає маленький хлопчик. В офісі Хаб намагається розповісти Кітті про свою причетність до смерті Шеріл, але вона зупиняє його, перш ніж він встигає пояснити, оскільки сім'я знову разом. Налякана, родина починає разом молитися про допомогу, коли прибуває Мідж. Зрештою, переглянувши дослідження Хаба, вона підтверджує його рацію: ритуальні вбивства — це спланована спроба звільнити демона високого рівня, одного з «Сімки закутих» — упалих ангелів, які зараз ув'язнені в пеклі. Знаючи, що вони відстежують Піраліса (вогняного демона), вони використовують карту Хаба, щоб визначити район, де він здійснить своє ритуальне жертвопринесення, і прямують туди, щоб евакуювати місцевих жителів, а Хаб і Мідж шукають, хто з них одержимий. Лакі йде до церкви після закінчення робочого часу з Тейтером, намагаючись зрозуміти зв'язок між Хабом та демонами; він обіцяє бути святим воїном Бога в обмін на знак, і в цей момент шериф Рубі дзвонить на телефон Тейтера, що Лакі інтерпретує як знак передати свої докази поліції. Халлорани та Мідж виявляють Піраліса в маленькому хлопчику, але Мідж не може змусити себе вистрілити в нього, і натомість вона стає жертвою, коли будинок зруйновано полум'ям. Родина Хаба повертається додому, щоб втішити одне одного, і Хаб і Меріанна сплять разом. Прокинувшись, Хаб виявляє, що прикутий ангел справді втік і має з'явитися в офісі відділу застави Халлорана. |               |                   |                               |                         |
| 8 | «Lilith»      | Катріона Маккензі | Ерік Олесон                   | 3 квітня 2025           |
| Хаб спустошений, дізнавшись, що демон Ліліт вселився в тіло Шеріл Доусон. Стоячи над її порожньою могилою, він зізнається Меріанн у тому, що сталося, залишаючи її розчарованою та засмученою. Хаб, відчуваючи провину, намагається здатися на суд, але прибуває Космо та підвозить щойно воскреслу Мідж, яка пояснює, що диявол ще не покінчив з жодним з них. Мідж пояснює, що Ліліт вже тікала раніше і що востаннє її спіймали в абатстві за межами Єрусалиму; дивлячись на діаграми, Хаб робить висновок, що її утримувачі використали іншу пентаграму, щоб відправити її назад (вихід — це також і вхід). Шеріл/Ліліт приїжджає до міста та демонструє ненависть до музики та здатність використовувати контроль над свідомістю; для жінок це призводить до стану фуги, але чоловіки змушені вбивати себе, відриваючи собі щелепи. Лакі допомагає поліції обшукати офіс Халлоранів та заарештувати Кітті, Меріанну та Кейда, хоча Кейду не висувають звинувачень. Шериф Рубі використовує погрози проти Кейда, щоб змусити Меріанну заманити Хаба в пастку в клубі. Хаб і Мідж створюють пастку для Ліліт, яка заманює та утримує її на місці; однак вона пропонує Хабу зустрічну пропозицію: вона дозволить Шеріл повернутися, таким чином скасувавши вбивство та звільнивши Хаба, в обмін на те, що Хаб звільнить її з пастки. Хаб погоджується, і Ліліт залишає тіло Шеріл і замість нього вселяється в Рейвена, а Мідж попереджає, що «лазівка» Хаба може мати жахливі наслідки. Хаб прибуває з живою Шеріл до клубу, де обох негайно заарештовують через повідомлення про їхню нещодавню діяльність. Меріанна повертається до своєї гримерки, де повертається Ліліт і вселяється в неї, все ще живу. Лакі прибуває, щоб помиритися з Меріанною, але його вбиває Ліліт, яка потім виходить на сцену та тримає всіх чоловіків у заручниках. Там вона пропонує Хабу нову угоду: поки Ліліт вільна, диявол продовжуватиме приходити за нею (і, як наслідок, за Меріанною), тому його єдиний спосіб захистити її — служити Ліліт. |               |                   |                               |                         |

## Виробництво
У червні 2023 року повідомлялося, що Prime Video замовила вісім півгодинних епізодів драми жахів, створеної Грейнджером Девідом з Еріком Олесоном як шоураннером і виконавчим продюсером через його продюсерську компанію «CrimeThink», для якої Пол Шапіро також є виконавчим продюсером. Джейсон Блам, Кріс Маккамбер, Джеремі Голд і Кріс Дікі є виконавчими продюсерами Blumhouse Television, а також Кевін Бейкон і Грейнджер Девід.
Зйомки проходили в Грантвіллі, штат Джорджія, у квітні 2024 року.

### Кастинг
У червні 2023 року Кевін Бейкон отримав головну роль мисливця за головами нежитей. У січні 2024 року Дженніфер Неттлз була обрана поруч із Бейконом. У березні 2024 року Бет Ґрант, Деймон Герріман, Максвелл Дженкінс і Джолін Перді приєдналися до шоу на постійних ролях.
У квітні 2025 року Variety повідомило, що Кетрін Барнс, Майк Кей і Джей Алі також приєдналися до акторського складу.

## Сприйняття
На веб-сайті агрегатора рецензій Rotten Tomatoes рейтинг схвалення «Поручителя» становить 83 % на основі відгуків 18 критиків із середнім рейтингом 6,6/10. Metacritic, який використовує середньозважену оцінку, присвоїв оцінку 54 зі 100 на основі 9 критиків, вказуючи на «змішані або посередні» відгуки.